# پراودا (قرقیزستان)
پراودا (به لاتین: Pravda) یک روستا در قرقیزستان است که در Jangy-Aryk Rural Community واقع شده‌است. پراودا ۶٬۱۳۶ نفر جمعیت دارد و ۹۵۰ متر بالاتر از سطح دریا واقع شده‌است.